# Mamikon Gharibian
Pour les articles homonymes, voir Faramarz Gharibian et Davit Gharibyan.
Mamikon Gharibian ou Gharibyan est un joueur d'échecs arménien né le 21 septembre 2004 à Gyumri, grand maître international depuis 2023.
Au 1er juin 2024, il est le 16e joueur arménien avec un classement Elo de 2 492 points.

## Biographie et carrière
Mamikon Gharibian remporta le championnat d'Europe dans les catégories  des moins de douze ans en 2016 et des moins de dix ans en 2014.
En 2023, il finit 1er-4e ex æquo (quatrième au départage) du championnat du monde d'échecs junior disputé au Mexique avec 8,5 points sur 11.